# Comuna Skælskør
Skælskør (Skælskør Kommune) a fost o comună din comitatul Vestsjællands Amt, Danemarca, care a existat între anii 1970-2006. Comuna avea o suprafață totală de 170,02 km² și o populație de 11.899 de locuitori (în 2004), iar din 2007 teritoriul său face parte din comuna Slagelse.
1. ↑  Digital Atlas of Denmark's historical-administrative geography[*] Verificați valoarea |titlelink= (ajutor);